# 三白草科
三白草科（Saururaceae），多年生草本植物，高從15公分到60公分左右。具有蔓延的根莖，葉子通常呈現心型狀。花成穗狀。一般來說，該種植物都生長在水田，路邊旁或林蔭溼地。原生于东亚和北美，包括4属共6种植物。

## 主要物种
属和种：
- 假银莲花属 Anemopsis
  - Anemopsis californica (Nutt.) Hook. & Arn. (Yerba Manza). – 北美，
- 裸蒴属 Gymnotheca
  - 裸蒴 Gymnotheca chinensis Decne. – 亚洲，
  - 白苞裸蒴 Gymnotheca involucrata S. J. Pei. – 亚洲，
- 蕺菜属 Houttuynia
  - 蕺菜（鱼腥草） Houttuynia cordata Thunberg. – 亚洲，
- 三白草属 Saururus
  - 三白草 Saururus chinensis (Loureiro) Baillon. – 亚洲，
  - 蜥尾草 Saururus cernuus L. – 北美。